# Formosopyrrhona taiwanensis
Formosopyrrhona taiwanensis är en skalbaggsart som beskrevs av Hayashi 1969. Formosopyrrhona taiwanensis ingår i släktet Formosopyrrhona och familjen långhorningar.
Artens utbredningsområde är Taiwan. Inga underarter finns listade i Catalogue of Life.